# بلايني سوندرز
بلايني سوندرز (بالإنجليزية: Blaine Saunders)‏ هي ممثلة أمريكية، ولدت في 25 يونيو 1993 بأدا في الولايات المتحدة.

## أعمال

### مسلسلات
- ذا ميدل

## وصلات خارجية
- بلايني سوندرز على موقع IMDb (الإنجليزية)
- بلايني سوندرز على موقع قاعدة بيانات الفيلم (الإنجليزية)
- بلايني سوندرز على موقع كينوبويسك (الروسية)